# Савченко Сергій Анатолійович
Сергій Анатолійович Савченко  — полковник Збройних сил України, учасник російсько-української війни, що відзначився під час російського вторгнення в Україну в 2022 році.
Обіймав військову посаду начальника управління ракетних військ і артилерії — заступника командувача військ оперативного командування «Захід». З 5 грудня 2023 року — очолив 107-му РеАБр.

## Нагороди
- орден Богдана Хмельницького III ступеня (2022) — за особисту мужність і самовіддані дії, виявлені у захисті державного суверенітету та територіальної цілісності України, вірність військовій присязі[4].